# EASY (LE SSERAFIMの曲)
「EASY」（イージー）は、韓国のガールズグループLE SSERAFIMが同名の3回目の延長公演のために録音した曲。 EPのリードシングルとして2024年2月19日にSOURCE MUSICからリリースされた。
この曲は韓国のCircle Digital Chartで最高3位を記録し、Billboard Japan Hot 100では最高17位を記録した。オリコンでも15位を記録した。

## 発売
2024年1月22日、SOURCE MUSICは、LE SSERAFIMの拡張プレイ第3弾『EASY』を2月19日にリリースすると発表した。ミュージックビデオのティーザーは2月16日と18日にリリースされた。この曲はミュージックビデオと同時リリースされ、2月19日に延長プレイが行われた。